# Арабска дропла
Арабска дропла (Ardeotis arabs) е вид птица от семейство Otididae. Видът е почти застрашен от изчезване.

## Разпространение и местообитание
Разпространен е в Буркина Фасо, Гана, Джибути, Еритрея, Етиопия, Йемен, Камерун, Кот д'Ивоар, Мавритания, Мали, Мароко, Нигер, Нигерия, Саудитска Арабия, Сенегал, Судан, Централноафриканската република, Чад и Южен Судан.